# Brustury (obwód iwanofrankiwski)
Brustury (ukr. Брустури) – wieś na Ukrainie, w obwodzie iwanofrankiwskim, w rejonie kosowskim, w hromadzie Kosmacz, nad Brusturką. W 2001 roku liczyła 1408 mieszkańców.